# 그린포스트코리아
그린포스트코리아는 뉴스,환경 이슈등을 전문으로 제공하는 사이트이다. 또한 환경TV(구,센츄리TV)를 운영하는 곳이기도 하다.